# Veli Çetin
Veli Çetin (* 1. November 1994 in Istanbul) ist ein türkischer Fußballspieler.

## Karriere
Çetin kam in Bakırköy, einem europäischen Stadtteil Istanbul, auf die Welt  und begann mit dem Vereinsfußball in der Nachwuchsabteilung von Istanbul Damlaspor. Anschließend spielte er für die Nachwuchsmannschaften Beşiktaş Istanbul.
Seine Profikarriere startete er 2013 beim Viertligisten Menemen Belediyespor. Mit diesem Verein stieg er in den nächsten zwei Spielzeiten von der TFF 3. Lig bis in die TFF 1. Lig auf. 
Zur Saison 2019/20 wurde er vom Erstligisten Göztepe Izmir verpflichtet.

## Erfolge
Menemen Belediyespor
- Play-off-Sieger der TFF 3. Lig und Aufstieg in die TFF 2. Lig: 2013/14
- Meister der TFF 2. Lig und Aufstieg in die TFF 1. Lig: 2018/19